# Wachauring
Der Wachauring befindet sich auf der sogenannten „Stiftswiesn“ in der Katastralgemeinde Pöverding, nur wenige Kilometer außerhalb der Stadt Melk in Niederösterreich (Österreich), etwas oberhalb der West Autobahn A1 gelegen. Seit 1997 trägt der Wachauring seinen aktuellen Namen. In diesem Jahr war die bis dahin ausschließlich für Rallycross und seltener auch für Autocross genutzte Rennstrecke umgebaut worden und hatte zusätzlich einen vollständigen Asphaltkurs erhalten. Die genaue Bezeichnung der Anlage lautet seit dem 29. September 2003 jedoch Fahrsicherheitszentrum und Motorsportanlage am Wachauring/Melk.

## Geschichte
Im Frühjahr 1973 wurde durch den St. Leonharder Baumeister Herbert Herr in nur fünf Wochen eine Rallycross-Strecke mit dem  Namen Leruring geplant, gebaut und mit einem nationalen Proberennen am Ostersonntag, dem 22. April 1973 eröffnet, das von Harald Neger (Renault Alpine A110) gewonnen wurde. Das erste internationale Testrennen wurde am 1. Mai 1973 ausgetragen und von Franz Wurz (VW 1302S) gewonnen. Leru stand für die Motorsportclubs der beiden Nachbargemeinden St. Leonhard am Forst und Ruprechtshofen, die unter dem Namen „RAR Team Leru“ kooperierten. Am 13. Mai 1973 fand unter der Führung des Automobilsportclubs „RRC 13 Wien“ der erste Rallycross-Europameisterschaftslauf der Motorsportgeschichte in Melk statt; Sieger des Rennens wurde der Schotte John Taylor (Ford Escort RS1600), der die Saison auch als erster Rallycross-Europameister überhaupt abschließen konnte. Zwischen 1973 und 2009 wurden auf der Anlage insgesamt 19 Rallycross-EM-Läufe ausgetragen.
Ältere Bezeichnungen des Wachaurings (nach der Wachau benannt, wobei Melk als das „Tor zur Wachau“ bezeichnet wird) waren Leruring (1973–1983), Thermoton-Ring (von Thermoton-Ziegel; 1984–1986), Nordmende-Ring (1987–1988) und Rallycross-Ring (1989–1996). Als weitere Betreiber, nach dem „RAR Team Leru“, zeichneten der Purkersdorfer Paul Gindl (1983–1991) sowie der in Ruprechtshofen lebende Bayer Falko Jansen (1992–2002) verantwortlich. Der heutige Rallycross-Veranstalter der Strecke ist der „Leru Team 2 – Motorsportclub“ in Kooperation mit dem ÖAMTC Motorsport.

## Fahrsicherheitszentrum
Der ÖAMTC und seine Tochterfirma Test und Training GmbH übernahmen Ende 2002 das Gelände vom vorherigen Rennstrecken-Betreiber Falko Jansen, pachteten den Grund vom Benediktiner-Kloster Stift Melk und errichteten das Fahrsicherheitszentrum mit Motorsportanlage auf der ursprünglichen Rallycross-Bahn. Um die 30-jährige Tradition zu wahren, wurde auch wieder eine Rallycross-Piste eingerichtet, auf der erneut Wertungsläufe zur Rallycross-ÖM und -EM ausgetragen werden.
Am 29. September 2003 startete der ÖAMTC mit dem Betrieb dieses Fahrsicherheitszentrums. Auf etwa 12,5 Hektar befinden sich neben den Trainingspisten und der Rennstrecke ein Bürogebäude mit Seminarräumen und ein Restaurant. Durch Zusammenlegung der Seminarräume kann eine Veranstaltungsfläche von rund 250 m² geschaffen werden. Bei den Fahrtechnikpisten stehen in Melk eine Kreisbahn, zwei Simulations-Geraden, ein Motorrad-Spezialparcours und eine Schleuderplatte zur Verfügung.

## Rennstrecke
Die Rennstrecke des Wachaurings wurde mit der Übernahme durch den ÖAMTC komplett neu gestaltet, maßgeblich beteiligt daran war der deutsche Formel-1-Rennstrecken-Planer Hermann Tilke. Der Ring ist nun inklusive Schotterpassagen maximal 1266 Meter lang (in der reinen Asphaltversion aber nur 1150 m), die ursprüngliche Länge der Rallycross-Bahn betrug 1050 Meter. Die Schikanen sind variierbar, wodurch sich sechs verschiedene Möglichkeiten der Befahrung ergeben, Fahrtrichtungswechsel nicht eingeschlossen. Durch die eingebaute Bewässerungsanlage kann die Strecke durchgehend nass gehalten werden, was sie zu einem bevorzugten Testgelände für Automobilfirmen und deren Zulieferern macht. Es testeten hier bereits KTM, Magna Steyr, die Technische Universität Graz, Toyo Tire Corporation, Hankook Tires und die Continental AG.
Für vier Wochenenden im Jahr wurden dem ÖAMTC vom Land Niederösterreich Rennveranstaltungen genehmigt. Diese dürfen über der allgemein gültigen Lärmbeschränkung von 83 dB in der Vorbeifahrt liegen. Die größten Veranstaltungen waren seither im Jahr 2004 der österreichische Wertungslauf zur Rallycross-Europameisterschaft, der 2009 erneut am Wachauring stattfand, und ein Lauf zur Supermoto-Weltmeisterschaft 2005. Nationale Veranstaltungen sind der Histo-Cup Austria und die Drift Challenge Austria.
Außerdem findet jährlich ein Lauf des internationalen Konstruktions- und Rennsportwettbewerbs „Formula Student“ statt.

## Bilder

Wachauring
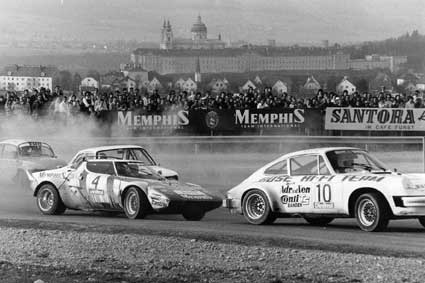
Rallycross-EM-Lauf 1976
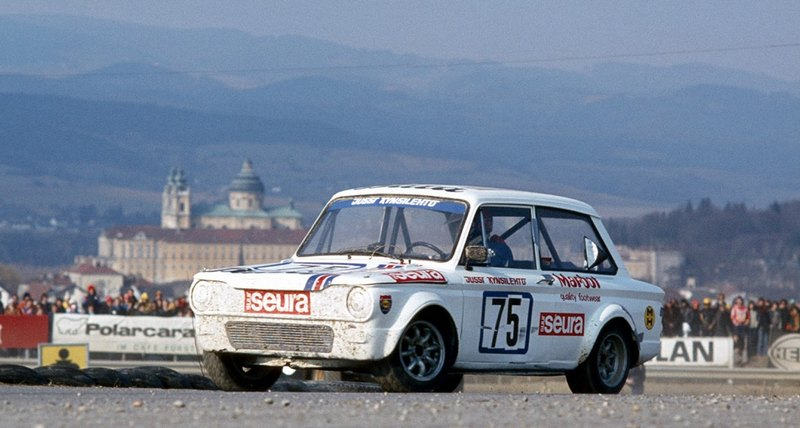
Rallycross-EM-Lauf 1978
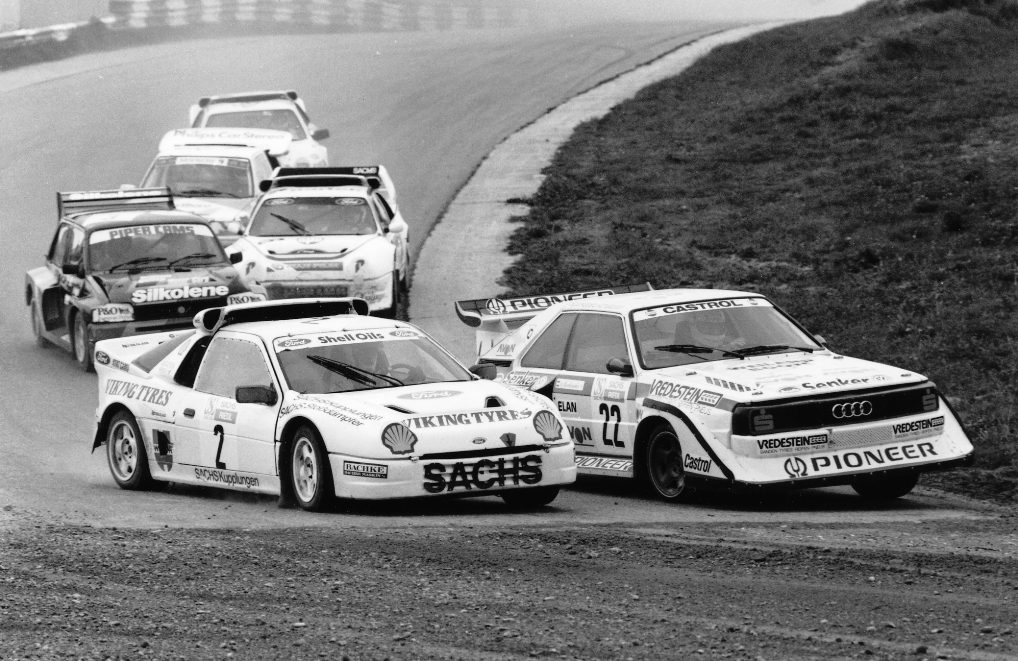
Rallycross-EM-Lauf 1989
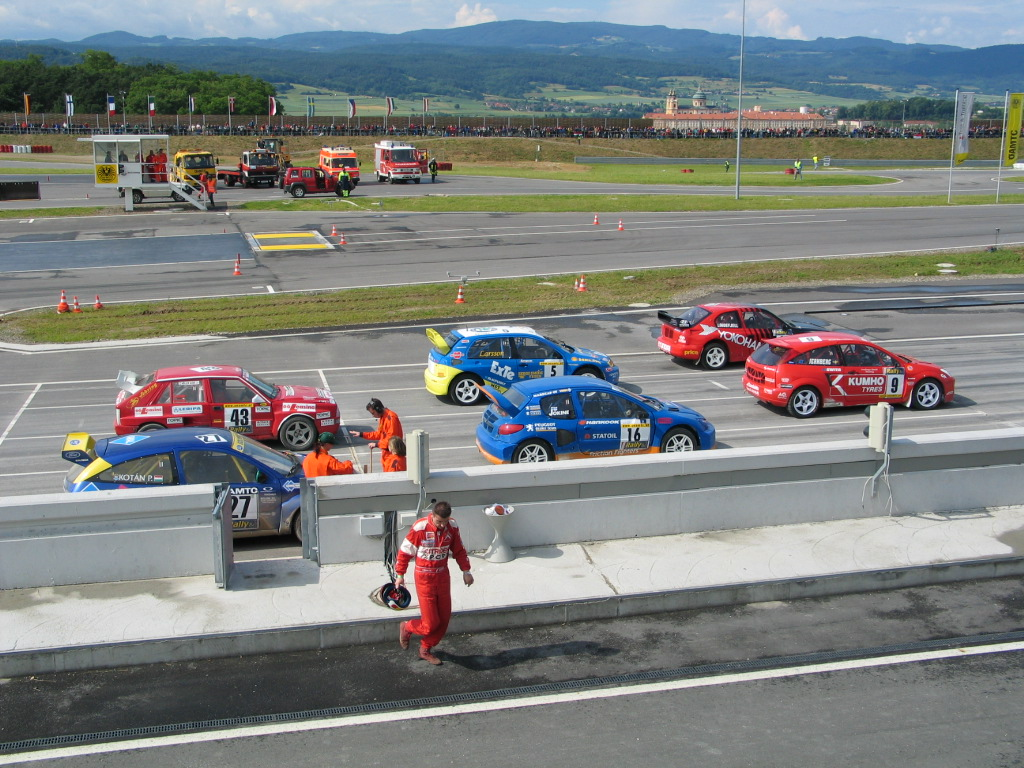
Rallycross-EM-Lauf 2004
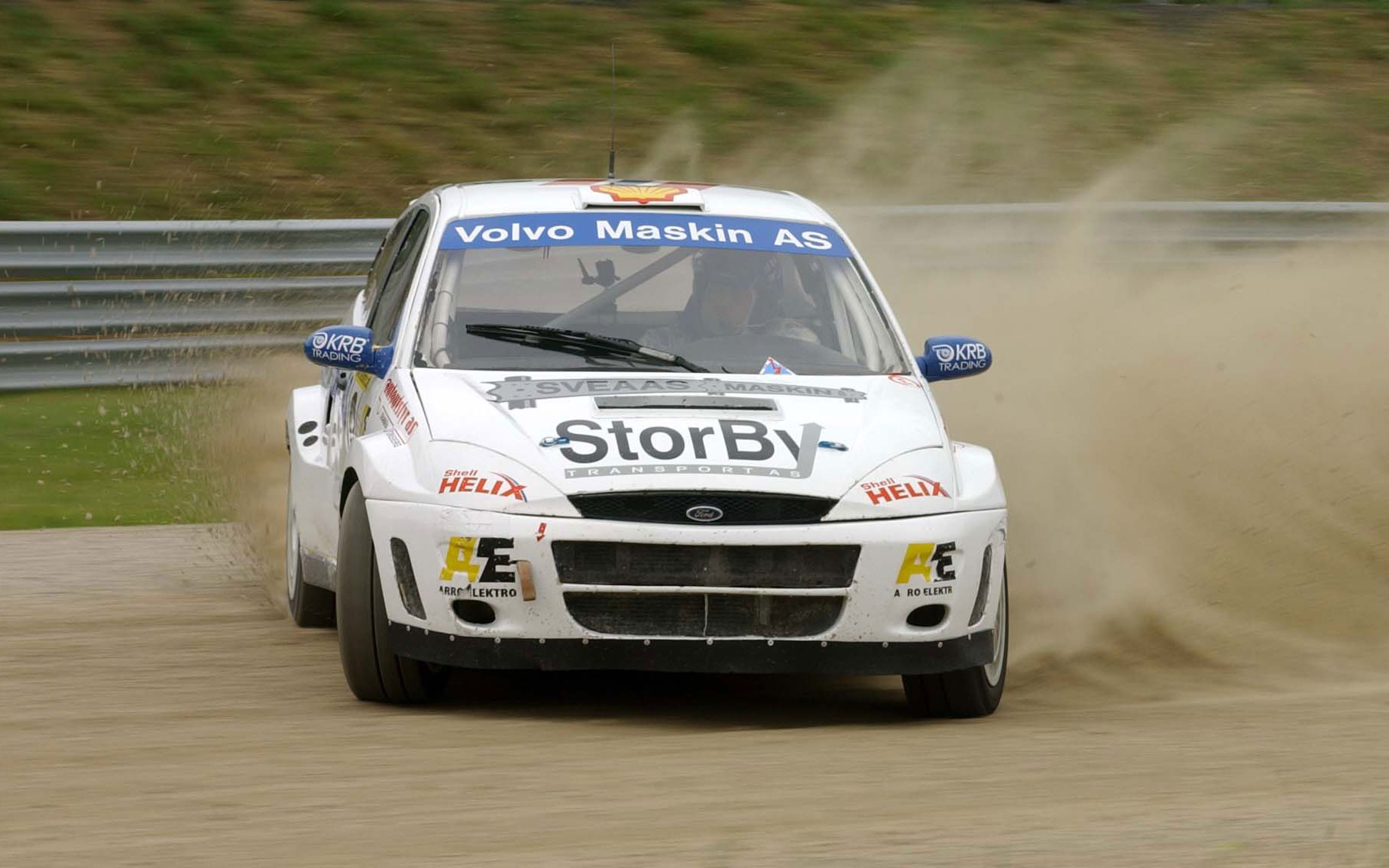
Rallycross-EM-Lauf 2004
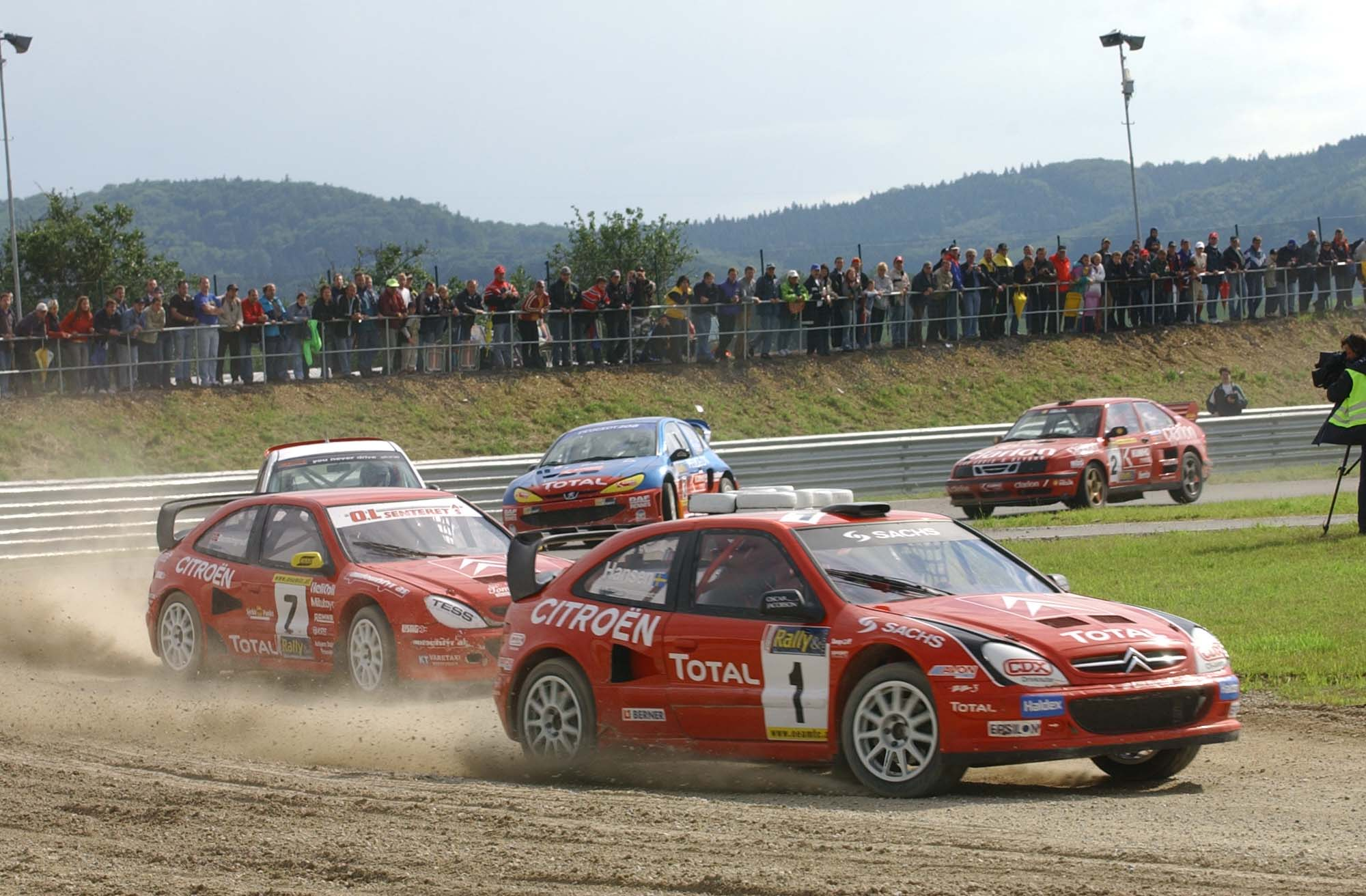
Rallycross-EM-Lauf 2004
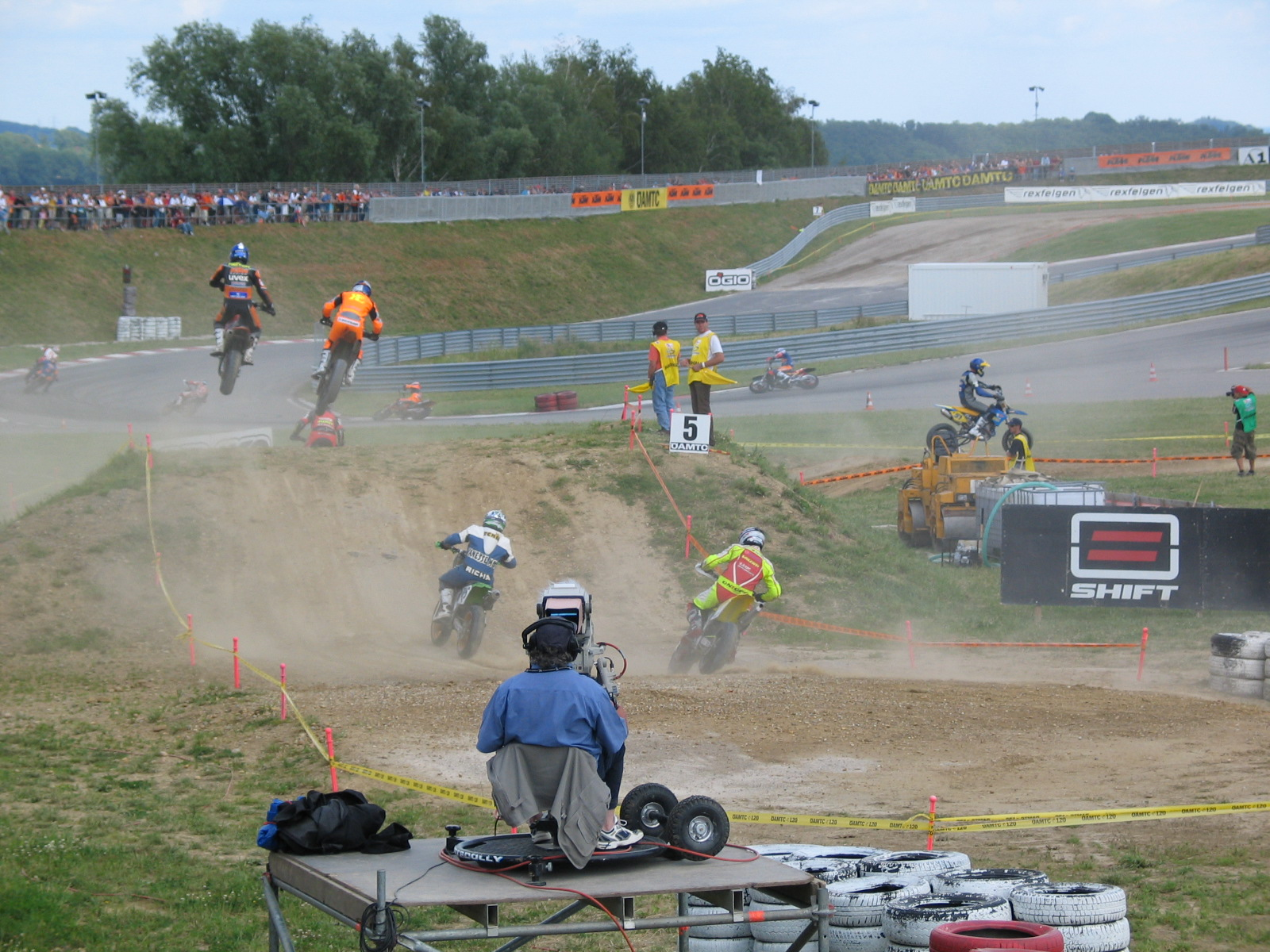
Supermoto-WM-Lauf 2005
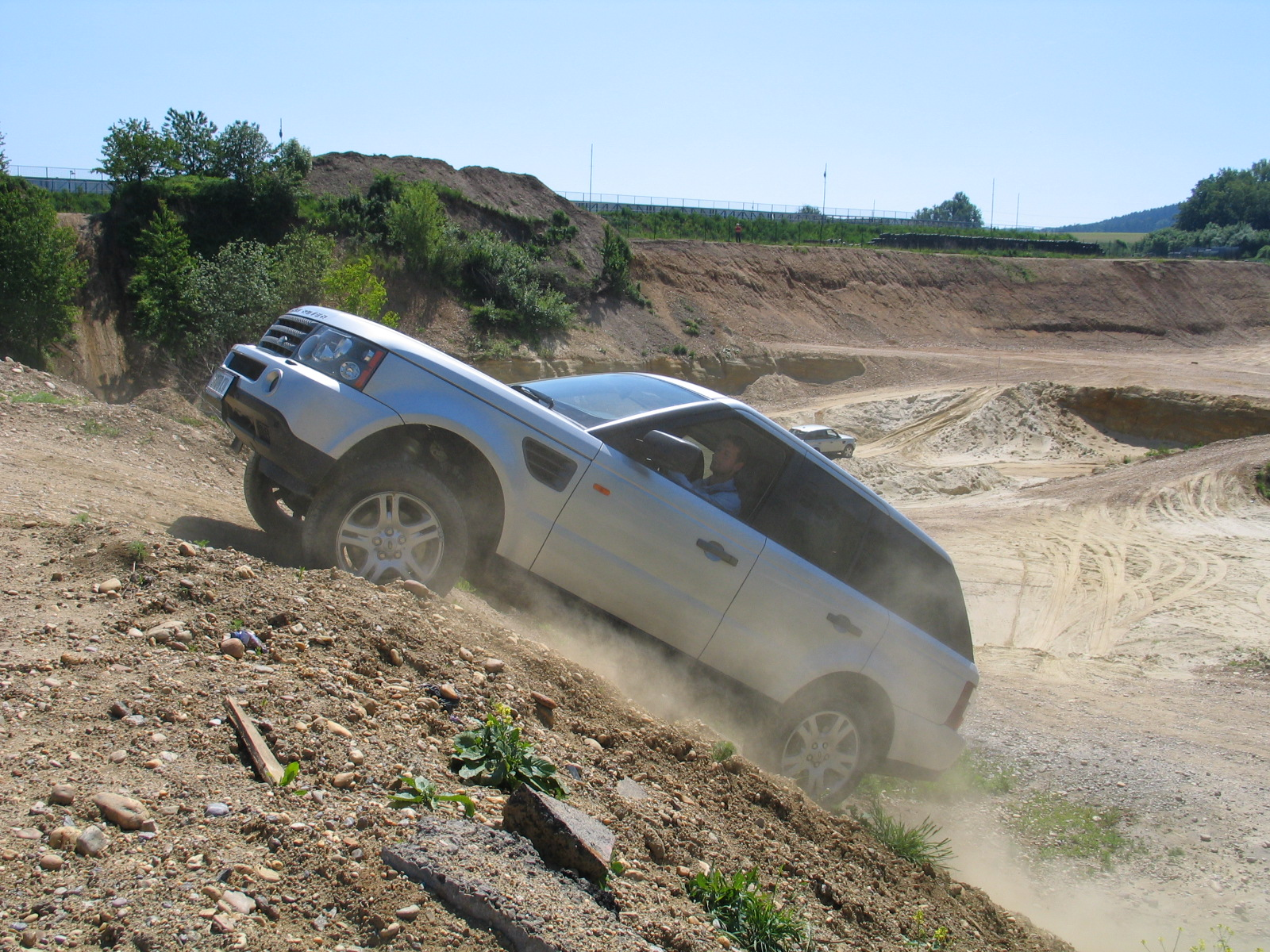
Range-Rover-Präsentation